# Exodus (The New Power Generation-album)
Az Exodus a The New Power Generation második stúdióalbuma. Annak ellenére, hogy 21 dalból áll, ezeknek nagy része csak átmenetként, narratívaként szolgál és ezzel csak kilenc dal marad. Ezek közül pedig egy hangszeres. Három kislemez jelent meg az albumról.

## Számlista
1. "NPG Operator Intro" – 0:35
2. "Get Wild" – 4:32
3. "Segue" – 0:38
4. "DJ Gets Jumped" – 0:22
5. "New Power Soul" – 4:10
6. "DJ Seduces Sonny" – 0:38
7. "Segue" – 0:43
8. "Count the Days" – 3:24
9. "The Good Life" – 5:48
10. "Cherry, Cherry" – 4:45
11. "Segue" – 0:18
12. "Return of the Bump Squad" – 7:20
13. "Mashed Potato Girl Intro" – 0:21
14. "Segue" – 3:00
15. "Big Fun"– 7:26
16. "New Power Day" – 3:49
17. "Segue" – 0:14
18. "Hallucination Rain" – 5:49
19. "NPG Bum Rush the Ship" – 1:40
20. "The Exodus Has Begun" – 10:06
21. "Outro" – 0:37

## Kislemezek
| Cím                      | Tartalom | Hossz |
| ------------------------ | --- | ----- |
| "Get Wild"               | "Get Wild" (single mix) – 4:51 "Beautiful Girl" – 4:32 "Hallucination Rain" – 5:52 | 15:15 |
| "Get Wild" (Maxi Single) | "Get Wild" (Money Maker) – 6:01 "Get Wild" (Kirky J's Get Wild) – 6:38 "Get Wild" (Club Mix) – 5:04 "Get Wild" (Get Wild in the House) – 6:14 "Get Wild" – 4:33 "Get Wild" (Money Maker Funky Jazz Mix) – 6:20                                                      | 34:50 |
| "The Good Life"          | "The Good Life" (Platinum People Edit) – 4:12 "The Good Life" (Platinum People Mix) – 6:40 "The Good Life" (Dancing Divaz Miz) – 6:40 "The Good Life" (Bullets Go Bang Remix) – 5:14 "The Good Life" (Big City Remix) – 5:05 "The Good Life" (album version) – 5:48 | 33:39 |
| "Count the Days"         | "Count the Days" (edit) – 3:29 "Count the Days" (album version) – 3:25 "New Power Soul" – 4:11 | 11:05 |